# Португалија на Европском првенству у атлетици на отвореном 2016.
Португалија је учествовала на 23. Европском првенству 2016. одржаном у Амстердаму, Холандија, од 6. до 10. јула 2016. године. То је било њено двадесет друго учешће на европским првенствима на отвореном. Репрезентацију Португалије представљало је 32 спортиста (15 мушкараца и 17 жена) који су се такмичили у 18 дисциплина (8 мушких и 10 женских).
На овом првенству Португалија је заузела 7 место по броју освојених медаља са 6 медаља (3 златне, 1 сребрна и 2 бронзане). У табели успешности према броју и пласману такмичара који су учествовали у финалним такмичењима (првих 8 такмичара) Португалија је са 8 учесника у финалу заузело 11. место са 51 бодом.
| Пл. | Земља       | 1. место | 2. место | 3. место | 4. место | 5. место | 6. место | 7. место | 8. место | Бр. фин. | Бодови |
| --- | ----------- | -------- | -------- | -------- | -------- | -------- | -------- | -------- | -------- | -------- | ------ |
| 11. | Португалија | 3 − 24   | 1 - 7    | 2 − 12   | 0        | 2 − 8    | 0        | 0        | 0        | 8        | 51     |

## Учесници
| Мушкарци: - Дијого Антунес — 100 м - Карлос Насименто — 100 м, 4 х 100 м - Давид Лима — 200 м, 4 х 100 м - Елио Гомес — 1.500 м - Руи Пинто — Маратон - Жозе Мореира — Маратон - Самуел Барата — Маратон - Руи Педро Силва — Маратон - Педро Рибеира — Маратон - Ancuiam Lopes — 4 х 100 м - Франсис Обиквелу — 4 х 100 м - Диого Фереира — Скок мотком - Нелсон Евора — Троскок - Цанко Арнаудов — Бацање кугле - Марко Фортес — Бацање кугле | Жене: - Лорен Доркас Базоло — 100 м - Катја Азеведо — 400 м, 4 х 400 м - Марта Пен — 1.500 м - Карла Саломе Роша — 10.000 м - Сара Мореира — 10.000 м, Полумаратон - Дулсе Феликс — 10.000 м, Полумаратон - Џесика Аугусто — Полумаратон - Мариза Барос — Полумаратон - Ванеса Фернандез — Полумаратон - Вера Барбоза — 400 м препоне - Ривинилда Ментаи — 4 х 400 м - Филипа Мартинс — 4 х 400 м - Дороте Евора — 4 х 400 м - Марта Онофре — Скок мотком - Патрисија Мамона — Троскок - Сузана Коста — Троскок - Ирина Родригес — Бацање диска |  |

## Освајачи медаља (6)

### злато (3)
- Сара Мореира — Полумаратон
- Сара Мореира, Џесика Аугусто, Дулсе Феликс — Полумаратон - тим
- Патрисија Мамона — Троскок

### сребро (1)
- Дулсе Феликс — 10.000 м

### Бронза (2)
- Цанко Арнаудов — Бацање кугле
- Џесика Аугусто — Полумаратон

## Резултати

### Мушкарци
| Атлетичар         | Дисциплина   | Лични рекорд | Квалификације     | Квалификације     | Полуфинале            | Полуфинале            | Финале                | Финале       | Детаљи |
| Атлетичар         | Дисциплина   | Лични рекорд | Резултат          | Место             | Резултат              | Место                 | Резултат              | Место        | Детаљи |
| ----------------- | ------------ | ------------ | ----------------- | ----------------- | --------------------- | --------------------- | --------------------- | ------------ | ------ |
| Дијого Антунес    | 100 м        | 10,29        | 10,51             | 5. у гр. 3        | Нису се квалификовали | Нису се квалификовали | Нису се квалификовали | 19 / 34 (37) |        |
| Карлос Насименто  | 100 м        | 10,33        | 10,54             | 7. у гр. 1        | Нису се квалификовали | Нису се квалификовали | Нису се квалификовали | 21 / 34 (37) |        |
| Давид Лима        | 200 м        | 20,62        | 20,82 КВ          | 2. у гр. 3        | 20,86                 | 7. у гр. 2            | Нису се квалификовали | 14 / 35      |        |
| Елио Гомес        | 1.500 м      | 3:37,50      | 3:46,66           | 11. у гр. 2       |                       |                       | Нису се квалификовали | 32 / 31 (32) |        |
| Руи Пинто         | Полумаратон  | 1:04:11      |                   |                   |                       |                       | 1:06:28               | 35 / 84 (92) |        |
| Жозе Мореира      | Полумаратон  | 1:04:00      | 1:07:17           | 49 / 84 (92)      |                       |                       |                       |              |        |
| Самуел Барата     | Полумаратон  | 1:04:41      | 1:08:30           | 63 / 84 (92)      |                       |                       |                       |              |        |
| Руи Педро Силва   | Полумаратон  | 1:02:36      | 1:10:04           | 76 / 84 (92)      |                       |                       |                       |              |        |
| Ермано Фереира    | Полумаратон  | 2:13:18      | Није завршио трку | Није завршио трку |                       |                       |                       |              |        |
| Ancuiam Lopes²    | 4 х 100 м    | 38,65 НР     | 39,51             | 6. у гр. 2        |                       |                       | Нису се квалификовали | 12 / 16      |        |
| Франсис Обиквелу  | 4 х 100 м    | 38,65 НР     | 39,51             | 6. у гр. 2        |                       |                       | Нису се квалификовали | 12 / 16      |        |
| Давид Лима²       | 4 х 100 м    | 38,65 НР     | 39,51             | 6. у гр. 2        |                       |                       | Нису се квалификовали | 12 / 16      |        |
| Карлос Насименто² | 4 х 100 м    | 38,65 НР     | 39,51             | 6. у гр. 2        |                       |                       | Нису се квалификовали | 12 / 16      |        |
| Диого Фереира     | Скок мотком  | 5,67         | 5,35              | 10. у гр. Б       | 19 / 24               |                       | Нису се квалификовали |              |        |
| Нелсон Евора      | Троскок      | 17,74 НР     | 16,27             | 11. у гр. Б       | 17 / 27               |                       | Нису се квалификовали |              |        |
| Цанко Арнаудов    | Бацање кугле | 21,06 НР     | 20,42 КВ, ЛРС     | 2. у гр. Б        | 20,59 ЛРС             |                       |                       |              |        |
| Марко Фортес      | Бацање кугле | 21,02        | 18,64             | 5. у гр. Б        | Није се квалификовао  | 8 / 27 (29)           |                       |              |        |

- Такмичари у штафети обележени бројем трчали су и у појединачним дисциплинама.

### Жене
| Атлетичарка         | Дисциплина    | Лични рекорд | Квалификације         | Квалификације         | Полуфинале            | Полуфинале | Финале                | Финале       | Детаљи |
| Атлетичарка         | Дисциплина    | Лични рекорд | Резултат              | Место                 | Резултат              | Место      | Резултат              | Место        | Детаљи |
| ------------------- | ------------- | ------------ | --------------------- | --------------------- | --------------------- | ---------- | --------------------- | ------------ | ------ |
| Лорен Доркас Базоло | 100 м         | 11,21 НР     | 11,44 КВ              | 2. у гр. 3            | 11,57                 | 6. у гр. 2 | Нису се квалификовале | 16 / 31      |        |
| Катја Азеведо       | 400 м         | 51,63        | Директно у полуфинале | Директно у полуфинале | 52,46                 | 4. у гр. 3 | Нису се квалификовале | 12 / 30 (31) |        |
| Марта Пен           | 1.500 м       | 4:06,54      | 52,46                 | 4. у гр. 3            |                       |            | 4:34,41               | 5 / 21       |        |
| Карла Саломе Роша   | 10.000 м      | 32:05,82     |                       |                       |                       |            | 32:57,44              | 12 / 16 (18) |        |
| Дулсе Феликс        | 10.000 м      | 31:30,90     | 31:19,03 ЛР           |                       |                       |            |                       |              |        |
| Сара Мореира        | 10.000 м      | 31:12,93     | Није завршила трку    | Није завршила трку    |                       |            |                       |              |        |
| Сара Мореира        | Полумаратон   | 1:09:18      | 1:10:19 РЕП           |                       |                       |            |                       |              |        |
| Џесика Аугусто      | Полумаратон   | 1:09:08      | 1:10:55               |                       |                       |            |                       |              |        |
| Дулсе Феликс        | Полумаратон   | 1:08:33      | 1:12:39               | 12 / 81 (90)          |                       |            |                       |              |        |
| Мариза Барос        | Полумаратон   | 1:09:09      | 1:15:53               | 46 / 81 (90)          |                       |            |                       |              |        |
| Ванеса Фернандез    | Полумаратон   | 1:12:37      | 1:17:27               | 60 / 81 (90)          |                       |            |                       |              |        |
| Вера Барбоза        | 400 м препоне | 55,22 НР     | 57,84 кв              | 3. у гр. 1            | 57,92                 | 5. у гр. 1 | Нису се квалификовале | 24 / 35      |        |
| Ривинилда Ментаи    | 4 х 400 м     | 3:29,38 НР   | 3:32,48 НРС           | 7. у гр. 1            |                       |            | Нису се квалификовале | 13 / 16      |        |
| Филипа Мартинс      | 4 х 400 м     | 3:29,38 НР   | 3:32,48 НРС           | 7. у гр. 1            |                       |            | Нису се квалификовале | 13 / 16      |        |
| Катја Азеведо²      | 4 х 400 м     | 3:29,38 НР   | 3:32,48 НРС           | 7. у гр. 1            |                       |            | Нису се квалификовале | 13 / 16      |        |
| Дороте Евора        | 4 х 400 м     | 3:29,38 НР   | 3:32,48 НРС           | 7. у гр. 1            |                       |            | Нису се квалификовале | 13 / 16      |        |
| Марта Онофре        | Скок мотком   | 4,38         | 4,35                  | 9. у гр. Б            |                       |            | Није се квалификовала | 15 / 27 (29) |        |
| Патрисија Мамона    | Троскок       | 14,52 НР     | 13,87 кв              | 5. у гр. А            | 14,58 НР              |            |                       |              |        |
| Сусана Коста        | Троскок       | 14,32        | 13,94 кв              | 4. у гр. Б            | 14,23 ЛРС             | 66 / 22    |                       |              |        |
| Ирина Родригес      | Бацање диска  | 63,96        | 63,96                 | 13. у гр. А           | Није се квалификовала | 26 / 26    |                       |              |        |

- Такмичарке у штафети означене бројем учествовале су и у појединачним дисциплинама.